# إيسوزو
إيسوزو موتورز (Isuzu Motors) هي شركة يابانية لتصنيع السيارات تأسست عام 1916 في طوكيو باليابان كانت بداية الشركة هي بناء السفن والهندسة الكهربائية وكذلك توزيع الغاز ولا يُعرف تماماً من هو مؤسس الشركة ولكن تعتبر شركة تعاونية وهي الآن أكبر شركة في العالم لتصنيع الشاحنات المتوسطة والثقيلة. تعتبر من أقدم الشاحانات في اليابانية المعروفة في الشرق الأوسط.

## تاريخ الشركة
أول سيارة صنعت عام 1953م Isuzu Minx.
شاركت معها جنرال موتورز عام 1971م.
باعت جنرال موتورز حصتها ب 300 مليون دولار عام 2003م وأصبحت الشركة مستقلة.

## وصلات خارجية
- الموقع الرسمي